# Nikolaj Robertovič Erdman
Nikolaj Robertovič Erdman (rusky Никола́й Ро́бертович Э́рдман, 3. listopadujul./ 16. listopadu 1900greg. Moskva – 10. srpna 1970 Moskva) byl sovětský dramatik a scenárista, známý především svou spoluprací s režisérem Vsevolodem Mejercholdem ve dvacátých letech 20. století. Jeho hry, zejména Sebevrah (Самоубийца, 1928), tvoří v ruské literatuře přímé spojení mezi gogolovským satirickým dramatem a absurdním divadlem.

## Život a dílo
Pocházel z rodiny pobaltských Němců, byl vychován v Moskvě. Jeho bratr, scénograf Boris Erdman (1899–1960), ho uvedl do moskevských literárních a divadelních kruhů. Erdman byl částečně ovlivněn bizarně satirickou poezií Vladimíra Majakovského, jenž porušoval veškeré literární konvence. Po vypuknutí Ruské občanské války se stal dobrovolníkem Rudé armády.
Erdmanova první krátká báseň byla otištěna v roce 1919. Jeho nejdelší a nejoriginálnější básnickou prací je Autoportrét (1922). Jako básník se Erdman sám zařazoval mezi imažinisty, hnutí vedené Sergejem Jeseninem. V roce 1924 hrál Erdman „svědka obhajoby“ v parodickém Imažinistickém procesu. Napsal také řadu vtipných parodií, které byly hrány v moskevských divadlech.
V roce 1924 nabídl Erdman Mejercholdovi svou první větší hru, Mandát (Мандат). Mladý dramatik chytře využil motiv rozvráceného manželství, aby vytvořil dílo přetékající tragickou absurditou. Erdmanova další hra, kterou napsal pro Mejercholda – Sebevrah (Самоубийца, 1928), byla obecně hodnocena jako jedna z nejlepších her, napsaných v sovětském období, kritikou byla označena za „velkolepou směs směšného a vznešeného“. Hra využívá motivu fingované sebevraždy, který se v ruské literatuře občas objevuje. Toto Erdmanovo vrcholné dílo mělo složitou produkční historii. Mejercholdovy pokusy dílo inscenovat byly sovětskými úřady mařeny. Ani Vachtangovovo divadlo nedokázalo splnit požadavky cenzury. Nakonec Konstantin Sergejevič Stanislavskij poslal Stalinovi dopis, v němž Erdmana srovnával s Gogolem a poukázal na Gorkého nadšení ze hry. Povolení k inscenaci bylo uděleno, hra ale byla znovu zakázána Kaganovičovou stranickou komisí v předvečer premiéry.
Když byla jeho kariéra dramatika zastavena, obrátil Erdman svou pozornost k filmu. Napsal scénáře k několika němým filmům, např. k filmu Dům na Trubné (Дом на Трубной, 1928). Prvním zvukovým filmem, k němuž psal scénář, byla muzikálová komedie Celý svět se směje (rusky Весёлые ребята, 1933). Poté, co Stanislavského herec Kačalov neuváženě recitoval Erdmanovy satirické bajky o Stalinovi na noční oslavě v Kremlu, byl Erdmanův osud zpečetěn. Byl zatčen přímo během natáčení jmenovaného filmu v Gagře (1933) a poslán do vyhnanství v Jenisejsku. O rok později byl převezen do Tomsku, kde pracoval v místním divadle. Až roku 1936 mu bylo povoleno usadit se v tehdejším Kalininu a později v Rjazani.
Přestože mu nebylo dovoleno cestovat do Moskvy, Erdman ji ve třicátých letech několikrát ilegálně navštívil. Při jedné z návštěv přečetl Michailu Bulgakovovi první jednání ze své nové hry Hypnotizér (nikdy nebyla dokončena). Bulgakov byl tak nadšen jeho talentem, že žádal Stalina o svolení k Erdmanově návratu do hlavního města. Stalin žádost ignoroval. Paradoxně se film Volga - Volga (Волга - Волга), k němuž Erdman napsal scénář, stal Stalinovým oblíbeným dílem a Isaak Dunajevskij dostal za hudbu k němu Stalinovu cenu za rok 1941.
Po vypuknutí druhé světové války roku 1942 byl Erdman povolán do armády, ovšem jako všichni odsouzení nenastoupil ke zbrani, ale do týlových jednotek. Údajně díky zásahu Lavrentije Berji byl v Saratově z transportu vyveden, odeslán do Moskvy a přidělen do uměleckého klubu komisariátu vnitra, tedy NKVD. Zde se setkal s řadou významných umělců, působil zde např. významný režisér Sergej Jutkevič a hudební skladatel Dmitrij Šostakovič. Seznámil se zde i s budoucím režisérem Jurijem Ljubimovem.
Po válce Erdman získal zpět občanská práva, vrátil se k práci pro film a věnoval se psaní ideově nezávadných scénářů, libret k oficiálním koncertům, dokonce i k operetám. Jeho práce z této doby je považována za jakousi literární nádeničinu na společenskou objednávku. Údajně na Stalinovu objednávku vznikl film Smělí lidé (Смелые люди, 1951), za jehož scénář Erdman dostal Stalinovu cenu. Věnoval se i tvorbě pro děti, některé filmy podle jeho scénářů patří k uznávaným dílům: Dvanáct měsíčků (Двенадцать месяцев, 1956), Sněžná královna (Снежная королева, 1957) nebo Čelovečka narisoval ja (Челове́чка нарисова́л я, 1960). Jeho nejznámějším dílem z tohoto období je scénář ke kultovnímu filmu Mrazík (Морозко, 1964).
Erdman žil v ústraní až do roku 1964, kdy jej herec a režisér Jurij Ljubimov pozval ke spolupráci s čerstvě založeným Divadlem na Tagance. Pracovali spolu na několika inscenacích a snažili se obnovit mejercholdovské tradice. Erdman zamýšlel pro Ljubimova a jeho divadlo napsat novou hru, která se měla přiřadit k jeho slavným komediím z 20. let, ale k uskutečnění tohoto plánu již nedošlo.